# Cylindromyia atrata
Cylindromyia atrata là một loài ruồi trong họ Tachinidae.